# Трамонти III (Фрозиноне)
Трамонти III је насеље у Италији у округу Фрозиноне, региону Лацио.
Према процени из 2011. у насељу је живело 22 становника. Насеље се налази на надморској висини од 168 м.